# Rierol Ojeda
El rierol Ojeda és un curs d'aigua permanent que discorre per la zona nord de la ciutat de Resistència (Província del Chaco, Argentina) i que mor al riu Negre després d'un recorregut de 4 quilòmetres.
La conca de l'Ojeda ocupa una àrea rural entre les tutes nacionals 11 i 16 i delimita al nord amb el riu Tragadero, tot abastant l'àrea del Parc Caraguatá. Cap a l'oest de la Ruta 11 pren la forma d'un canal artificial. El rierol neix a prop de l'Aautòdrom Santiago Yaco Guarnieri de Resistència, on va ser rectificat. Després discorre pel barri Don Santiago, travessa la ruta Nacional 16 per un embornal i aboca un quilòmetre més envall, al riu Negre.